# Добре (Камінь-Каширський район)
До́бре — село в Україні, у Камінь-Каширській міській громаді Камінь-Каширського району Волинської області. Населення становить понад 1200 осіб.

## Географія
Поруч з селом розташований гідрологічний заказник місцевого значення Турський.

## Історія
У давнину село йменувалося Бірки, Борки. Одна з писемних згадок про село датована 1648 роком. Тоді тут уже налічувалося 70 будинків. Борками тоді володів Красницький. Назву села виводять із його розташування біля колись дрімучого бору. У 1909 році у селі обліковано 201 двір, проживало 1290 осіб. В 1962 році село було перейменовано в с. Добре Біля села знаходиться озеро Сірче.
У роки війни село зазнало руйнувань. Так, в актах, які фіксували збитки, завдані нацистами, зазначено, що у селі під час бомбардувань 1943 року спалено 17 із 360 будинків, розстріляно 16 мешканців. У Німеччину на каторжні роботи вивезено 40 чоловік. Від нацистських окупантів Добре визволено воїнами 34 мото-інженерного батальйону 70-ї армії 20 березня 1944 року. Загинули і внесені в «Книгу Пам'яті України» 45 жителів села. Про половину з них нічого не відомо, вони пропали безвісти.
У 1972 році в пам'ять про полеглих односельчан споруджено меморіальний комплекс. Привертає увагу скульптурне зображення жінки у повний зріст у довгій сукні та хустці. Поблизу — дві стели, на одній з них викарбувані імена полеглих односельчан.
У вересні 1948 року створено колгосп і названо «Перше травня» — згодом КСП «Добренське».
У 1974 році до села була побудована дорога з твердим покриттям.
Церковноприходська школа у селі діяла з 1892 року. В кінці 1930 років побудоване приміщення школи. У 1988 році його перебудували і добудували нові класні кімнати. Побудоване приміщення Будинку культури у 1994 році із залом на 110 місць. На початку дев'яностих років XX століття зареєстрована релігійна громада. У 1995 році побудували і висвятили Свято-Успенський храм.

## Відомі люди
- Коваль Петро Адамович (1979-2023) – солдат Збройних Сил України, учасник російсько-української війни. Загинув 14 січня 2023 року під час виконання бойового завдання в Донецькій області. Похований 31 травня 2023 року на місцевому кладовищі села Добре.
- Коваль Василь Миколайович (2003-2023) – солдат Збройних Сил України, учасник російсько-української війни. Загинув 24 липня 2023 р. в Луганській області. Похований 27 липня 2023 р. на місцевому кладовищі села Добре.
- Птачик Петро Миколайович (1982-2024)  – солдат Збройних Сил України, учасник російсько-української війни. Життя обірвалося трагічно 5 травня 2024 року у Донецькій області. Похований 1 березня 2025 року на місцевому кладовищі села Добре.

## Населення
Згідно з переписом УРСР 1989 року чисельність наявного населення села становила 1472 особи, з яких 733 чоловіки та 739 жінок.
За переписом населення України 2001 року в селі мешкали 1304 особи.

### Мова
Розподіл населення за рідною мовою за даними перепису 2001 року:
| Мова       | Відсоток |
| ---------- | -------- |
| українська | 99,70 %  |
| російська  | 0,30 %   |